# پلی‌متیل‌هیدروسیلوکسان
پلی‌متیل‌هیدروسیلوکسان (به انگلیسی: Polymethylhydrosiloxane) با فرمول شیمیایی (CH۳(H)SiO)n یک ترکیب شیمیایی است. که جرم مولی آن متغیر می‌باشد. 